# Marran Gosov
Marran Gosov, geboren als Tsvetan Marangozov (Sofia, 3 oktober 1933 – Polkovnik Serafimovo, 12 januari 2021), was een Duits-Bulgaars schrijver en filmregisseur.
Hij was de vader van de Duitse actrice Janna Marangozov (1969-).
Het bekendst werd Marran Gosov door een serie populaire zedenschetsen voor de bioscoop in de jaren 1960, meestal met actrice Gila von Weitershausen in de hoofdrol, waaronder Engelchen - oder die Jungfrau von Bamberg, Bengelchen liebt kreuz und quer en Zuckerbrot und Peitsche. Met name laatstgenoemde film was een commercieel succes en ontving in de Duitse pers lovende recensies. Ze werden geproduceerd door Rob Houwer, die de lichtvoetige komedies van Gosov afwisselde met politiek geëngageerde films van regisseurs Peter Fleischmann en Michael Verhoeven.